# Wowee Zowee
Wowee Zowee es el tercer disco de Pavement. El disco mostraba el lado más experimental y espontáneo del grupo, devolviéndoles al estrépito y a la imprevisibilidad de sus primeras grabaciones tras el clásico de 1994 Crooked Rain, Crooked Rain. La portada del disco fue creada por el artista Steve Keene, afincado en Nueva York.
La revista Rolling Stone especuló que el éxito relativo de su anterior disco (169.000 copias vendidas en aquel momento) fue la razón para crear su naturaleza ecléctica; la crítica de la revista afirmaba que Pavement le tenía miedo al éxito. Más tarde Stephen Malkmus negó esto, atribuyendo el cambio de estilo a un consumo excesivo de marihuana.
El disco se grabó en Easley Studios en Memphis, Tennessee, excepto algunos temas que se grabaron en Random Falls, Nueva York. El título del disco es un homenaje a Gary Young, quien solía gritar "¡Wowee zowee!" cuando se emocionaba.
Los temas "Grounded", "Flux=Rad", "Pueblo" y "Kennel District" se escribieron al mismo tiempo que los temas de Crooked Rain, Crooked Rain y aparecen versiones sucias de estos en el disco 2 de Crooked Rain, Crooked Rain: LA's Desert Origins. "Motion Suggests" aparece en un recopilatorio de Grandaddy titulado Below The Radio. Matador Records lanzó una edición extensa de dos discos el 6 de noviembre de 2006 bajo el título Wowee Zowee: Sordid Sentinels Edition.

## Listado de canciones
1. "We Dance"  – 3:01
2. "Rattled by the Rush"  – 4:16
3. "Black Out"  – 2:10
4. "Brinx Job"  – 1:31
5. "Grounded"  – 4:14
6. "Serpentine Pad"  – 1:16
7. "Motion Suggests"  – 3:15
8. "Father to a Sister of Thought"  – 3:30
9. "Extradition"  – 2:12
10. "Best Friend's Arm"  – 2:19
11. "Grave Architecture"  – 4:16
12. "AT&T"  – 3:32
13. "Flux=Rad"  – 1:45
14. "Fight This Generation"  – 4:22
15. "Kennel District"  – 2:59 (Spiral Stairs)
16. "Pueblo"  – 3:25
17. "Half a Canyon"  – 6:10
18. "Western Homes"  – 1:49 (Spiral Stairs)

## Sencillos
- "Rattled by the Rush"
- "Father to a Sister of Thought"